# Upptåget

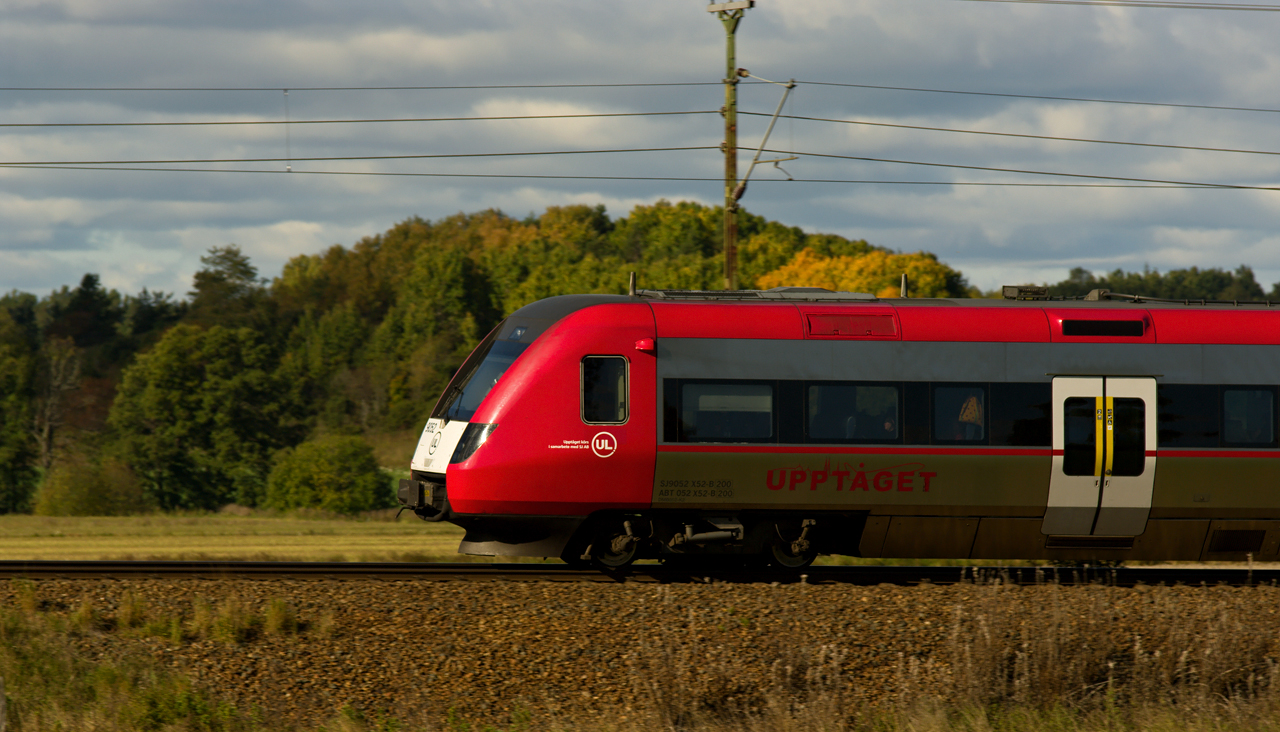
Upptåget i en tidigare färgsättning vid det gamla, numera upprivna spåret i Gamla Uppsala.

Upptåget var UL:s lokaltåg som trafikerade sträckorna Uppsala-Tierp-Skutskär-Gävle (en delsträcka av Ostkustbanan) och Uppsala-Heby-Sala (en delsträcka av Dalabanan). Trafiken överfördes den 12 juni 2022 till Mälardalstrafik och blev en del av Mälartåg som då kördes på entreprenad av MTR.
Tågen kördes till och med juni 2022 på entreprenad av Transdev Uppland AB (helägt dotterbolag till Transdev Sverige AB) som köpte DSB:s dotterbolag DSB Uppland den 1 september 2017. DSB tog i sin tur över efter SJ under juni 2011.
Den ungefärliga turtätheten var halvtimmestrafik mellan Uppsala och Tierp och timmestrafik vidare till/från Gävle. Under rusningstid på vardagar och i terminstid är det även halvtimmestrafik till/från Gävle, men då stannade vissa tåg inte i Furuvik, Älvkarleby, Marma eller Mehedeby på grund av underkapacitet på järnvägen.
Upptåget mellan Uppsala och Tierp utmärkte sig bland Sveriges länståg genom att ha styv halvtimmestrafik som målsättning och stanna på i stort sett alla orter längs sträckan.

## Fordon
Från början användes tre vagnar av typen X10. Vid årsskiftet 1997/1998 ersattes dessa av X12 med bättre komfort och eftersom man behövde fler X10 till Skåne. Vid årsskiftet 2002–2003 ersattes X12 av tre Regina. Något som kompletterades med fler Reginatåg inför utökningen av trafiken 2006. I april 2017 tillkom fyra tåg av modell X11 som hyrdes in från Krösatåg för trafik på linjen Uppsala-Sala.
Kollektivtrafiknämnden i Region Uppsala beslutade 15 maj 2017 att föreslå att åtta nya tåg av typ Stadler Dosto anskaffas till Upptågstrafiken för att kunna möta den ökade efterfrågan. På regionfullmäktiges sammanträde 27 september godkändes förslaget och regionfullmäktige uppdrog åt regionstyrelsen att teckna avtal för fyra av åtta tåg. Avtalet blev klart i februari 2018 och de första tågen togs i bruk den 14 december 2019.

## Historia
Upptåget startades 1991 med gles trafik på den då enkelspåriga linjen mellan Uppsala och Tierp. Under perioden 1991–1997 byggdes järnvägen ut med dubbelspår på stora delar av sträckan mellan Uppsala och Gävle vilket gjorde att restiderna kunde kortas, turtätheten utökas och en ny station (Tobo) invigas. År 1994 hade tåget ungefär en avgång i timmen i vardera riktningen dagtid under vardagar. År 1996 infördes kvällsturer, något som tidigare prövats men dragits in på grund av låg efterfrågan.
Planerna att från och med år 2000 utsträcka trafiken till Gävle fick 1997 skjutas upp på grund av att det dåvarande Banverket inte kunde fullfölja dubbelspårsutbyggnaden men under slutet av året kördes ändå ett par avgångar i vardera riktningen till Gävle som ersättning för indragna SJ-tåg. År 2000 infördes helgtrafik och utökad kvällstrafik.
Åren 2002–2006 kunde Banverket till slut genomföra stora delar av den resterande dubbelspårsutbyggnaden. Detta möjliggjorde att Upptåget kunde förlängas upp till Gävle C utan att störa övrig tågtrafik.
2002 presenterade UL och Storstockholms lokaltrafik (SL) ett förslag om att utsträcka trafiken till Upplands Väsby via Arlanda flygplats som startade den 21 augusti 2006 samtidigt som trafiken till Gävle.
I augusti 2007 beslöt landstinget att utreda Upptågstrafik mellan Uppsala och Sala. Denna trafik startade 9 december 2012.

År 2009 beslöt UL och SL att SL:s pendeltåg skall få en gren via Arlanda flygplats till Uppsala och ersätta Upptåget på sträckan. SL började köra pendeltåg mellan Älvsjö och Uppsala den 9 december 2012. Samtidigt upphörde Upptåget att trafikera sträckan Uppsala-Upplands Väsby. Även trafiken utökades till att vara halvtimmestrafik Uppsala–Tierp och timmestrafik Uppsala–Gävle. Sedan 2017 är det dubbelspår hela sträckan Uppsala–Gävle, vilket gjorde att man under rusningstid på vardagar under terminstid kunde köra två avgångar i timmen hela vägen från Uppsala till Gävle och omvänt, vissa av dessa avgångar stannade dock inte i Furuvik eller vid stationerna mellan Skutskär och Tierp på grund av underkapacitet på järnvägen, trots utbyggnad till dubbelspår.

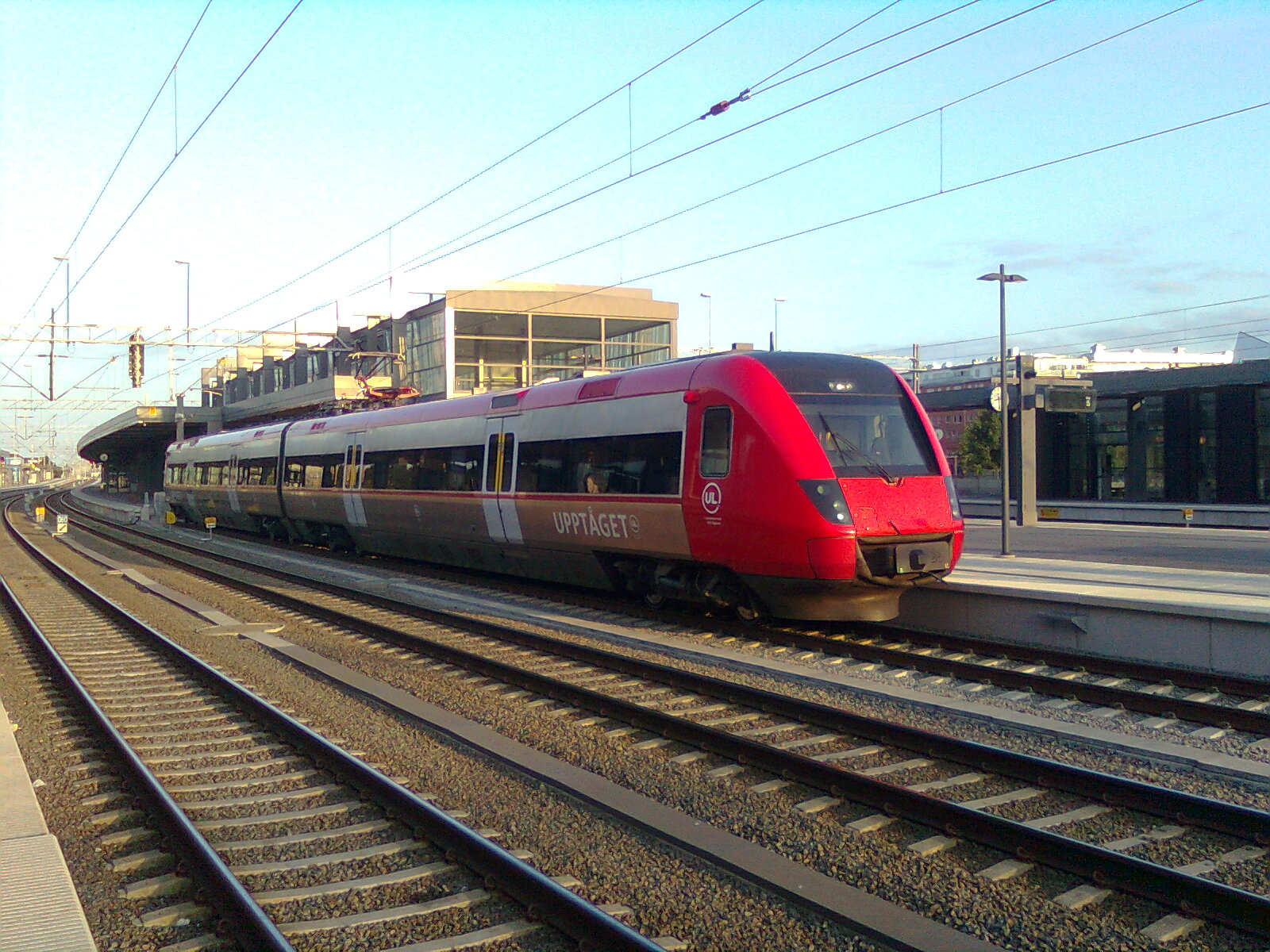
Upptåget på Uppsala C

Från och med 12 juni 2022 försvann Upptåget som eget trafiksystem och istället blev trafiken en del av Mälartåg som är ett trafiksystem för regional tågtrafik i Mälardalen etablerat 2019. Operatör för Mälartågs trafik blev från samma tillfälle MTR som därmed tog över Upptåget från Transdev. Det var ett avtal på åtta år,  som avslutades i förtid 2024.